# Friedhof Rosenhügel
Der Friedhof Rosenhügel, auch Evangelischer Friedhof Am Rosenhügel, liegt im Ortsteil Schalke-Nord in Gelsenkirchen und ist einer von vier Friedhöfen des Evangelischen Kirchenkreises Gelsenkirchen und Wattenscheid. Er wurde 1880 als Friedhof der evangelisch-lutherischen Kirchengemeinde Schalke errichtet und 1893, 1904 und 1912 erweitert. Bis zur Entwidmung der Gnadenkirche 2012 gehörte er zur Kirchengemeinde Bismarck-West. Heute wird er zusammen mit dem Altstadtfriedhof von der Evangelische Emmaus-Kirchengemeinde Gelsenkirchen verwaltet. Bekannt ist der Friedhof Rosenhügel durch die Grabstätten der Schalker Meisterspieler Ernst Kuzorra und Fritz Szepan. Er enthält keine Kriegsgräberstätten, sonstige Gedenkstätten oder Denkmalschutzobjekte.

## Beigesetzte Persönlichkeiten
- Theodor Werth (1844–1896), erster Pfarrer der evangelisch-lutherischen Kirchengemeinde Schalke
- Carl Topp, Familiengrab Unternehmerfamilie

- Ernst Kuzorra, Fußballspieler FC Schalke 04
- Fritz Szepan, Fußballspieler FC Schalke 04